# Choir
Choir (en mongol:Чойр) és una ciutat de Mongòlia i la capital de la província de Govisümber, a la part central-est del país.

## Popblació
El 2002 tenia 7.588 habitants amb un augment importany respecte als 4.500 de 1979.

## Geografia
Choir es troba en la depressió de Coir, una banda de 150 km de llarg i de 10 a 20 km d'amplada, que està uns 500 m més baixa que les terres del voltant. La ciutat es troba a 1269 m d'altitud.

## Comunicacions
Es troba en el traçat del ferrocarril transmongolià, al sud-oest d'Ulan Bator. Està en projecte per part del Asian Development Bank la construcció d'una carretera asfaltada de 430-km des de Choir a la frontera amb la Xina.

## Història
Choir va ser una base militar (antimíssils) durant l'era soviètica fins a 1989. Es troba, abandonada, la pista d'aviació més llarga de Mongòlia, a uns 25 km de Coir.
Prop de l'estació de tren i a una estàtua que commemora el primer cosmonauta mongol, 
Jügderdemidiin Gürragchaa.

## Economia
Choir està declarada zona de lliure empreses Junt amb Darkhan i Erdenet, és una de les tres ciutats autònomes de Mongòlia.
i a una presó de mitjana seguretat per a 460 presoners.